# Казанджиев, Спиридон
Спиридон Спасов Казанджиев (болг. Спиридон Казанджиев; 23 декабря 1882, Севлиево — 13 мая 1951, София) — болгарский психолог и философ-идеалист, педагог, доктор философии, профессор Софийского университета (1924—1948), академик (с 1941).

## Биография
Изучал славянскую филологию в Софийском университете, затем — философию в университете Лейпцига (1907—1909), где учился у Вильгельма Вундта и Цюриха (1909—1911), где защитил докторскую диссертацию.
Участник Первой Балканской и Первой мировой войн (1912—1918).
Учительствовал в школах Софии.
После преподавал в Софийском университете, доцент кафедры истории философии (1920), экстраординарный профессор философского факультета истории (1924), профессор, где занимал кафедру систематической философии (1920—1949). Читал лекции в Военной академии. В университете Софии, помимо психологии, С. Казанджиев также читал лекции по логике, эстетике и религиозному сознанию.
Член БАН с 1930 г. Действительный член Болгарской академии наук (с 1941).

## Научная деятельность
Последователь своего учителя В. Вундта. В психологии стоял на позициях психофизического параллелизма. Утверждал, что «без веры нет объективного знания».
Автор трудов в области общей, возрастной и военной психологии, а также философии, эстетики, логики, литературной критики.

## Семья
Жена — Бела Габе (1893—?), была сестрой поэтессы Доры Габе. Дочь — Катя Казанджиева, пианистка, жена скрипача Леона Суружона.
.

## Избранная библиография
- Критически опит върху метафизиката на Вилхелм Вунд. Научна или историческа философия. София, 1919
- Le savoir et la foi dans la connaissance scientifique, 1922
- Знание и вера в научното познание, 1922
- Истина и очевидность. Wahrheit und Evidenz. 1936
- Пред извора на живота. 1937
- Психология на възприятието, 2 изд., София, 1940
- Военна психология. Психология на боеца. София, Печатница на военно-книгоиздателския фонд, 1943
- Обща психология, 3 изд., София, 1946
- Срещи и разговори с Йордан Йовков. София, Български писател, 1960
- Философски и психологически съчинения. София: Наука и изкуство, 1982